# Småsnäppa
Småsnäppa (Calidris minuta) är en liten fågel i familjen snäppor som häckar i de arktiska delarna av palearktis. Den övervintrar i Medelhavsområdet, Afrika och södra Asien. Arten tros öka i antal och IUCN kategoriserar beståndet som livskraftigt.

## Utseende
Småsnäppan är 14–15,5 centimeter lång och har ett vingspann på 27–30 centimeter, som namnet avslöjar tydligt mindre än de flesta andra Calidris-vadare. Den är till exempel endast 2/3 av kärrsnäppan i storlek med vidhängande kvicka och ivriga rörelser. Näbben är relativt kort, rak och tunnspetsad. I alla dräkter är den vitare på huvud och bröst än andra småvadare utom sandlöparen. Mörka ben skiljer den från mosnäppan, ilksom att den i flykten uppvisar grå stjärtsidor, ej vita.

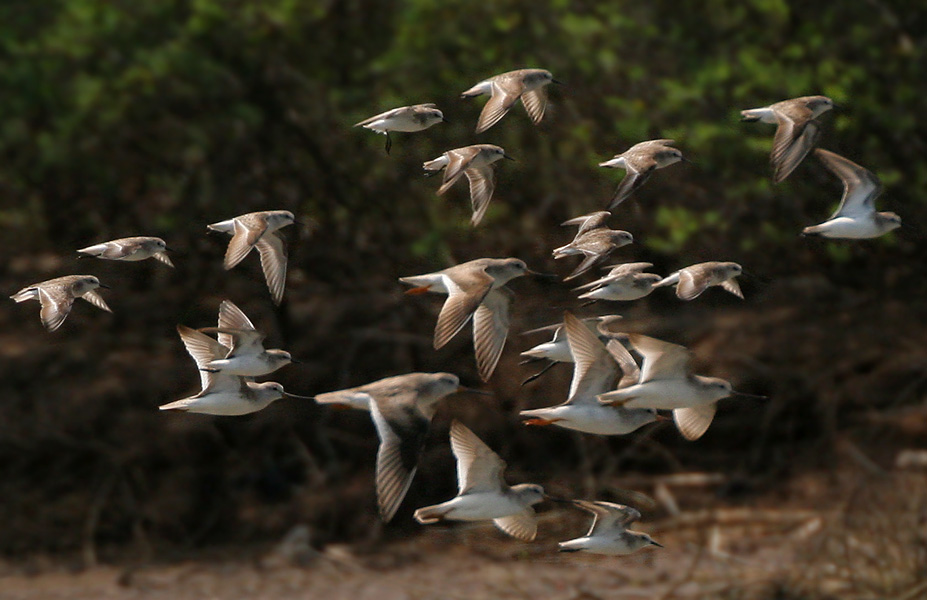
En blandflock med småsnäppa och tereksnäppa i vinterkvarteret i Andhra Pradesh i Indien.

Häckande adulta fåglar har rostbrunt bröst, vit hals och ett kraftigt vitt V på ryggen. Vinterdräkten är ganska enfärgat grå och svårare att identifiera. Juvenilerna har ljusa strimmor på hjässan och rosaaktigt bröst. Ungfågeln känns igen på mörka centra på ovansidans fjädrar, vitaktiga eller livligt rödbrunkantade vingtäckare och tydliga vita V:n. Undersidan är i stort sett vit.

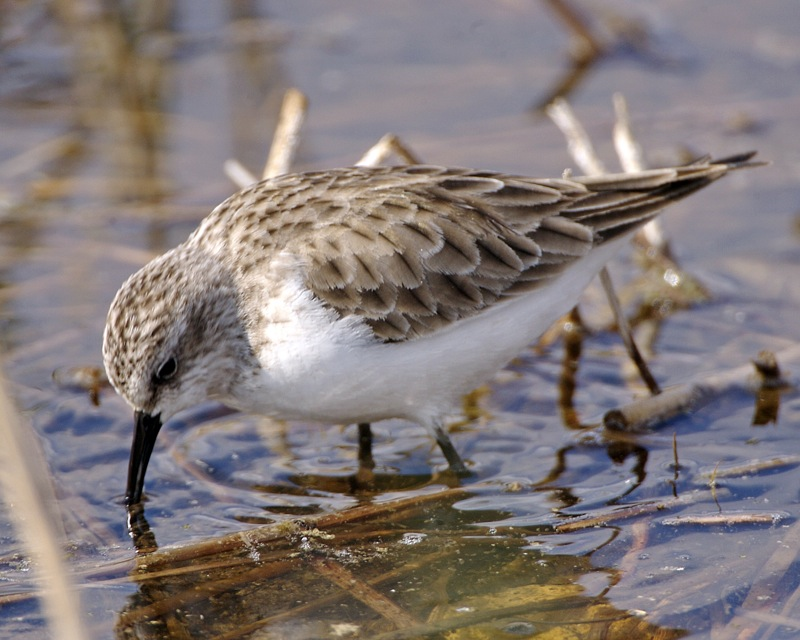
Adult i vinterdräkt fotograferad i El Fayoum, Egypten den 5 januari.

## Läte
I flykten hörs ett kort och ljust "titt". Sången som framförs på marken eller i flykten är ett svagt "svi-svi-svi-svi..." som stundom avlöses av silvriga "svirr'r'r'r".

## Utbredning och systematik
Småsnäppan är en långflyttare som häckar i arktiska områden i Europa och Asien från nordligaste Norge och österut genom södra Novaja Zemlja och nordvästra/nordcentrala Sibirien till Nysibiriska öarna och Janafloden. Ett par gånger har den häckat i fjällen i Sverige. Den övervintrar i Afrika och södra Asien österut till Myanmar, men även utmed kusterna från Biscayabukten, via Iberiska halvön till Medelhavsområdet. Små antal övervintrar även i sydöstra Storbritannien och på Madagaskar. Under flyttningen ses den i västra och norra Europa, oftare på syd- än nordsträck eftersom den på våren tar en ostligare rutt. 

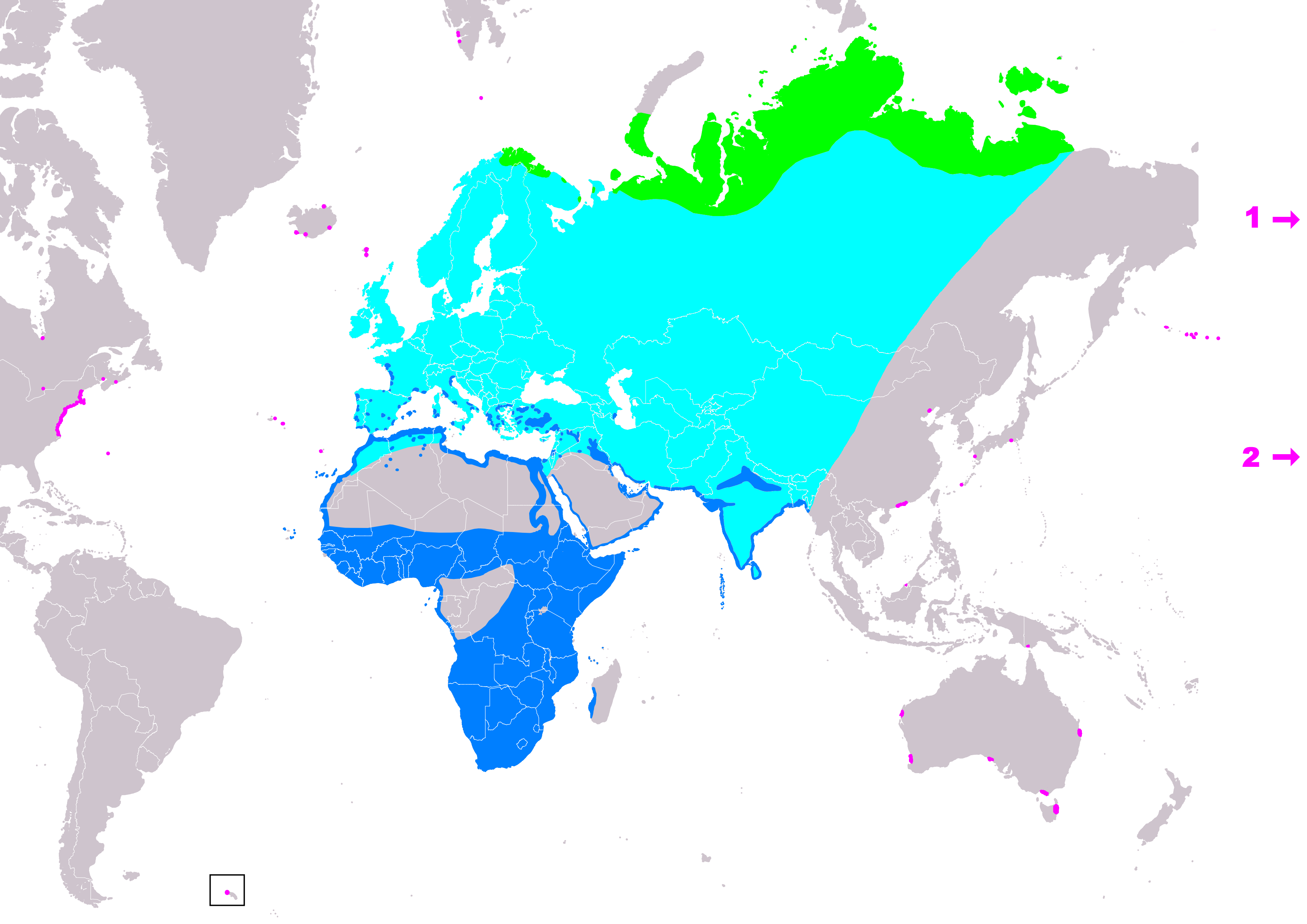
Småsnäppans utbredningsområde, där grönt betecknar vistelse häckningstid och blått övervintringsområde.

### Släktskap
DNA-studier antyder att småsnäppans närmaste släktingar är de amerikanska vadarna vitgumpsnäppa och dvärgsnäppa. Den behandlas som monotypisk, det vill säga att den inte delas in i några underarter.

## Ekologi
Småsnäppan häckar på tundran och kusthedar i Arktis. På vintern bildar den flockar med andra småvadare, som kärrsnäppa och mosnäppa, och uppträder vid leriga stränder eller vid randen av vattensamlingar inåt land. Den livnär sig av små ryggradslösa djur som den pickar upp ur leran. 

### Häckning
Boet är en grund grop i jorden, där tre till fem ägg läggs. Honan är ofta polygam och överlåter åt hanen att ruva en kull medan hon lägger en ny i ett annat revir.

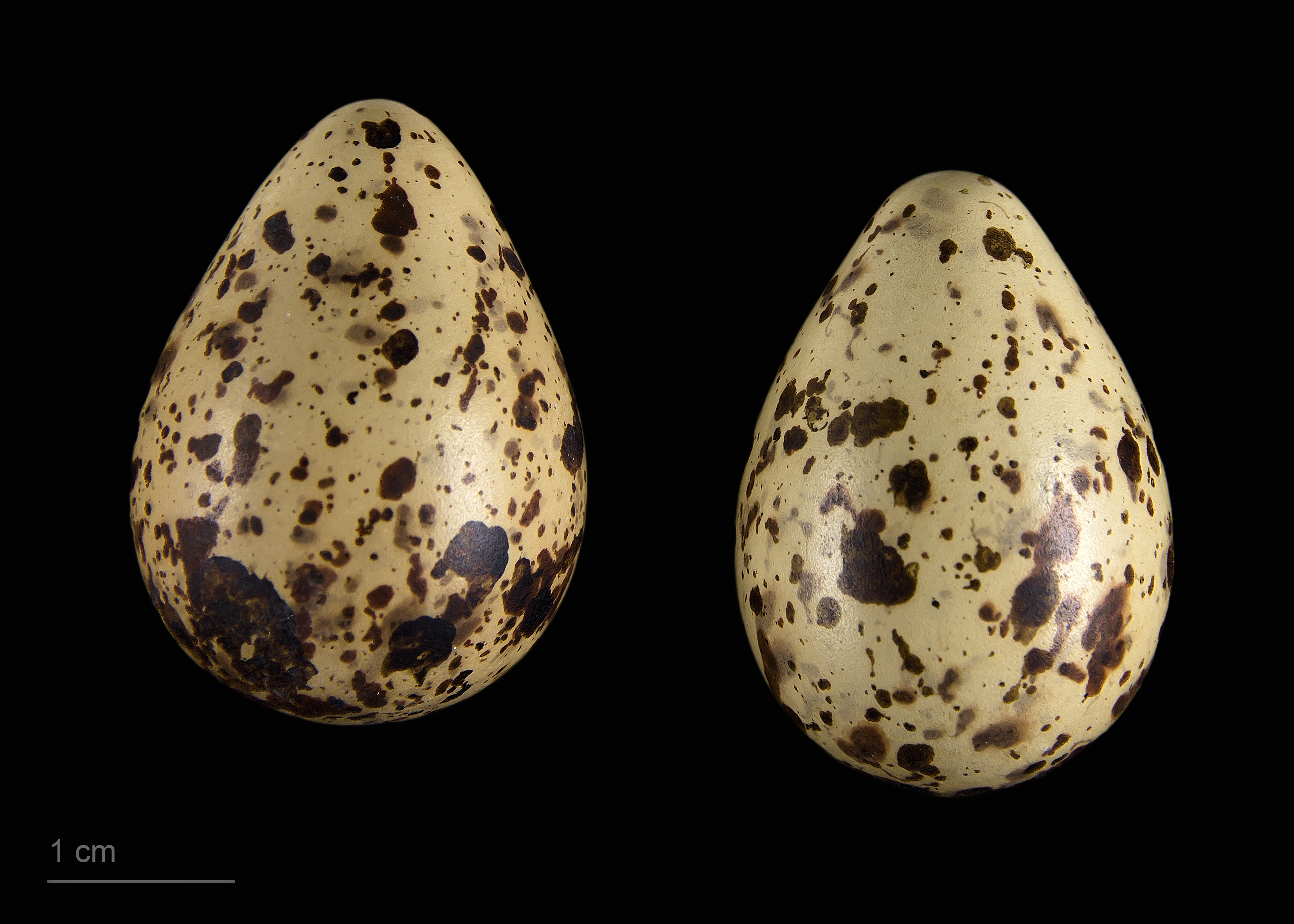
Småsnäppans ägg.

## Småsnäppan och människan

### Status och hot
Arten har ett stort utbredningsområde och en stor population, och tros öka i antal. Utifrån dessa kriterier kategoriserar IUCN arten som livskraftig (LC). Världspopulationen uppskattas till 1–1,1 miljoner vuxna individer. Antalet fåglar är, liksom för spovsnäppan, beroende av beståndet av lämlar eftersom labbar och fjälluggla istället tar häckande vadarfåglar när lämmelpopulationen är liten.

### Namn
Förr kallades småsnäppan i delar av Sverige för lilla strandvipan och lilla strandsnäppan. Den har också kallats småvipa eller småpytta. Det vetenskapliga artnamnet minuta är latin för just "liten".